# Lesný (Kaiserwald)
Der Lesný, bis 1946 Špičák (Spitzberg) oder – erstmals im 19. Jahrhundert – auch Judenhau genannt, ist mit 983 m n.m. der höchste Berg im Kaiserwald und der höchste Punkt im Okres Cheb in Tschechien. Er liegt etwa mittig zwischen Lazy (Perlsberg) im Norden und Lázně Kynžvart (Bad Königswart) im Süden.

## Klima
Er ist einer der Orte mit der niedrigsten Durchschnittstemperatur im Kaiserwald, etwa 5 °C, und der höchsten jährlichen Niederschlagsmenge – mehr als 900 mm.

## Aussicht
Auf dem breiten Gipfel überwiegt Fichtenwald. Ein militärischer Beobachtungsturm aus Holz, der sich dort befand, wurde in den 1980er Jahren abgerissen. Die Aussicht vom Gipfel ist durch Aufforstung gerade noch nach Süden und Westen möglich. Man kann die Spitze des Dyleň und zu einem kleinen Teil das Fichtelgebirge sehen.

## Wege zum Gipfel
Von der Straße Lazy – Lázně Kynžvart führt ein ca. 1 km langer, blau markierter Wanderweg von einem Hochsitz zu einem im Gipfelbereich auf einer kleinen Wiese stehenden Holzpavillon.